# Guido Reni
Guido Reni (Bologna, 4. studenog 1575. – Bologna, 8. kolovoza 1642.) bio je bolonjski slikar i glavni predstavnik ranobaroknog slikarstva čija je umjetnost nastala pod utjecajem manirizma i braće Carracci; smatran je najvećim majstorom svog vremena, ali i umjetnikom čija je vještina nadmašivala Rafaela.

## Životopis i djela
Guido Reni je bio učenik Carraccija, ali je u Rimu na njega uvelike utjecao i rad Caravaggia. Kao misaoni slikar koji je kadar uravnotežiti i veoma različite utjecaje, na Raspeću sv. Petra (1604. – 1605.) stvorio je vlastitu klasicističku verziju Caravaggiovog stila. Nemir koji se krije u njegovim prikazima Magdalene zamjećuje se i u majstorskoj, bravuroznoj predodžbi Davida s Golijatovom glavom (1604. – 1605.) gdje se u pristupu temi osjeća sablasan Caravaggiov odjek.
Svijetlim bojama u tehnikama uljenog slikarstva i freske slikao je dramatične kompozicije s biblijskom i mitološkom tematikom. Vrhunac njegovih ekstenzivnih rimskih fresaka predstavlja Aurora (1613.), načinjena za palaču Rospigliosi (Casino Rospigliosi), a njegova reinterpretacija renesanse najvišu točku doseže s Pokoljem nevine dječice (1611. – 1612.), Atalantom i Hipomenom, te Herkulovim poslovima naslikanim za Gonzage. Atalanta i Hipomen su naslikani na temelju dijagonala koje se međusobno presijecaju, prekidu i ponovnom podešavanju ritma, a manirističke elemente ublažava Renijeva ljupka klasičnost.